# Registrum epistolarum Gregorii
Das Registrum epistolarum Gregorii (‚Register der Briefe Gregors‘; oft nur Registrum epistolarum oder Registrum Gregorii) war das Ausgangsregister der päpstlichen Kanzlei unter Gregor dem Großen und enthielt annähernd alle Briefe, die dieser in seiner Funktion als Papst zwischen 590 und 604 versandte. Es ist eines der wenigen päpstlichen Register vor 1198, dessen Inhalt sich im Detail rekonstruieren lässt und eine der wichtigsten Quellen für Gregors Pontifikat, aber auch die allgemeine und die Kirchengeschichte der Spätantike bzw. des frühmittelalterlichen Italiens zur Zeit des Langobardenreiches. Auch wenn das Original verloren ist, zeigen die sehr zahlreichen Abschriften und Zitate, dass Gregors Briefe zu den am weitesten verbreiteten lateinischen Werken des Mittelalters gehörten.

## Sprache und Form der Briefe
Im Vergleich zu anderen Kirchenvätern schrieb Gregor ein eher schlichtes Latein. Er zitiert die antiken Klassiker auffällig selten, häufiger zitiert er die Bibel oder spielt auf sie an. In den von ihm persönlich verfassten Briefen zeigt er nicht die Stilisierung des cursus, wie sie in den offiziellen Papstbriefen vor oder nach seinem Pontifikat üblich war. Indessen sind die meisten Briefe, die im Registrum überliefert sind, hinsichtlich der Prosodie kunstvoller als Gregors übrige Werke. Das liegt daran, dass sie, wenngleich in Gregors Namen, von rhetorisch geschulten Mitarbeitern der Kanzlei (scrinium genannt) komponiert worden waren.
Der Form nach sind die meisten erhaltenen Briefe Reskripte: Gregor antwortete auf einzelne Rechtsersuchen und entschied somit Einzelfälle; er setzte aber zugleich voraus, dass seine Briefe dauerhaft und überregional verfügbar blieben und in anderen Fällen als Rechtsquelle herangezogen wurden.

## Inhalte und Empfängerkreise
Die Inhalte der Briefe sind ebenso vielfältig wie Gregors Aufgaben als Bischof von Rom es waren; gelegentlich spricht er aber persönliche Themen an, wiederholt zum Beispiel seinen eigenen Gesundheitszustand. Das Register enthält Briefe an Empfänger von Jerusalem bis Britannien, der Großteil der erhaltenen Briefe aber ging an Empfänger in der Nähe der Stadt Rom.
Wichtige Korrespondenzpartner waren der oströmische Kaiser und dessen Familie, der Patriarch von Konstantinopel, der Exarch von Ravenna sowie langobardische Herrscher. Mit adeligen Frauen am kaiserlichen Hof und andernorts korrespondierte er zu religiösen Themen. Viele dieser Schreiben sind im modernen Sinn politisch und zeigen, wie Gregor in krisenhafter Zeit Konflikte und Kooperationen mit geistlichen und weltlichen Großen, hohen Beamten und mächtigen Einzelpersonen verhandelte. Vor allem die militärische Verteidigung Roms und Abkommen mit den Langobarden verlangten großes diplomatisches Geschick gegenüber dem Kaiser.
Wiederholt intervenierte Gregor bei der Besetzung wichtiger Bischofsstühle (Ravenna, Iustinina Prima, Salona, Sizilien), mit wechselndem Erfolg. Er mahnte oder verurteilte zahlreiche Bischöfe, zitierte sie nach Rom oder übertrug Dritten die Untersuchung örtlicher Missstände. Auffällig häufig widmete Gregor seine Aufmerksamkeit den Klöstern, insbesondere auf Sizilien, und förderte diese stark. Immer wieder thematisierte Gregor auch sein Amt als Papst in Beziehung zum Kaiser, dem Exarchen sowie den anderen Patriarchen der Pentarchie.
Besonders viele Briefe betreffen die Verwaltung des Kirchenbesitzes; in Gregors Zeit war die Kirche der größte Grundbesitzer Italiens. Die Patrimonien umfassten Grundeigentum, Sklaven, auch einzelne Ortschaften; der räumliche Schwerpunkt der gewaltigen Besitzungen lag in Sizilien. Gregor äußerte sich sowohl grundsätzlich als auch zu zahlreichen Einzelfragen der Verwaltung dieses Besitzes. Die entsprechenden Briefe behandeln zahlreiche Personalfragen und Details der Güterverwaltung, was sie zu einer wichtigen Quelle der kirchlichen Verwaltungsgeschichte macht.
Zu den wichtigsten theologischen Streitfragen, die Gregor in seinen Briefen behandelte, gehören die Nachwirkungen des Dreikapitelstreits, der unter anderem zum Schisma von Aquileia geführt hatte. Die Schreiben nach Numidien behandeln mehrfach den Umgang mit Donatisten. Oft und teils sehr ausführlich ging Gregor in beiden Konflikten auf Bedenken und Argumente seiner Gegner ein. In liturgischen (Immersionstaufe in Spanien), aber auch kirchenrechtlichen (Inzestverbote bei den neu missionierten Angelsachsen) Fragen verteidigte er eine gewisse Vielfalt der regionalen Praktiken.

## Überlieferung und Rezeption

### Das Register selbst
Das im Archiv des Lateran verwahrte Original des Registrum epistolarum selbst ist, wie beinahe alle päpstlichen Register vor Innozenz III., verloren, auch wenn es vom siebten bis ins neunte Jahrhundert mehrere Belege für seine Existenz gibt. Dennoch kann es dank einer ungewöhnlich günstigen Überlieferungslage mit großer Sicherheit rekonstruiert werden. Neben dem Wortlaut der einzelnen Briefe ist dabei auch der Aufbau des Registers bekannt: Es war in 14 Bücher eingeteilt, wobei die Kanzlei mit Beginn jeder neuen Indiktion ein neues Buch anlegte. Dabei handelte es sich um Codices (nicht Rollen) aus Papyrus. Die Eintragung erfolgte in der Regel zeitnah, teilweise aber auch verzögert und schubweise. Vereinzelt wurde der leere Raum am Ende einzelner Bücher für Nachträge und Notizen genutzt. Auch im Haupttext finden sich vereinzelt andere Stücke als Briefe eingetragen, zum Beispiel Kanones von Synoden unter Gregors Leitung.
Heute sind 851 Briefe erhalten, die sicher Teil des lateranensischen Registers waren. Wie aus einer Erwähnung bei Bonifatius hervorgeht, enthielt schon dieses Ausgangsregister nicht alle Schreiben Gregors. Eine geringe Zahl Extravaganten ist überliefert, was ebenfalls die Unvollständigkeit mindestens der erhaltenen Registerauszüge belegt. Aufgrund der ungleichmäßig großen Zahl der erhaltenen Briefe aus einzelnen Pontifikatsjahren wird der Anteil der verlorenen Briefe auf 60 % oder mehr geschätzt.

### Die erhaltenen Registerauszüge
Die handschriftliche Verbreitung von Abschriften des Registers und Auszügen daraus war im gesamten Mittelalter sehr breit. Wie Paul Ewald in Vorbereitung seiner kritischen Edition nachweisen konnte, gehen alle erhaltenen Handschriften (Fragmente eingerechnet sind es mehrere Hundert) auf nur drei mittelalterliche Sammlungen zurück. Trotz einzelner Einwände (namentlich durch Wilhelm M. Peitz) hat sich Ewalds Modell im 20. Jahrhundert international durchgesetzt und ist bis heute uneingeschränkt gültig.
Die wichtigste Sammlung ist demnach der sogenannte hadrianische Registerauszug: Papst Hadrian ließ, wie Johannes Diaconus aus eigener Anschauung berichtete, aus dem damals noch im lateranischen Archiv erhaltenen Original einen umfangreichen Auszug mit 686 Einträgen (aus 684 verschiedenen Briefen) anlegen. Abschriften dieser Sammlung sind wie das Original nach Indiktionen gegliedert. Vollständige Abschriften, die Paul Ewald folgend mit der Sigle R bezeichnet werden, bestehen oft aus zwei Bänden. Der erste enthält dabei die 393 Briefe der ersten sieben Indiktionen (Indiktionszahl IX–XV), der zweite die 293 Briefe aus den sieben übrigen Jahren des Pontifikats (Indiktionszahl I–VII). Spätere Schreiber hielten die Indiktionszahlen teilweise für Pontifikatsjahre. Auch Handschriften nur mit Briefen der ersten bzw. zweiten Hälfte des Pontifikats sind erhalten; sie werden seit Ewald als r und ρ bezeichnet.
Die zweite wichtige (und chronologisch die älteste) Sammlung ist nach der Zahl der enthaltenen Stücke als ‚Sammlung der 200 Briefe‘ oder kurz C bekannt; sie stammen alle aus dem zweiten Band des Originalregisters und enthalten viele nicht in R überlieferte Stücke. Die dritte Sammlung ist die sogenannte Collectio Pauli (kurz P), die auf Paulus Diaconus zurückgeht und gut 50 Briefe enthält. Die ‚Sammlung der 200 Briefe‘ ist fast immer nur mit der Collectio Pauli gemeinsam überliefert, während Letztere auch alleine und in anderen Kombinationen (z. B. mit R, r oder ρ) überliefert ist. Die Sammlungen C und P enthalten zusammen 165 Briefe, die nicht im hadrianischen Auszug enthalten sind. Unterschiedliche Kombinationen der drei großen Sammlungen und ihrer Teile verbreiteten sich im Hochmittelalter in unterschiedlichen Regionen.
Besonders bekannte einzelne Handschriften sind Trier, Stadtbibliothek, Hs. 171/1626 (vor allem aufgrund der Illuminationen durch den Meister des Registrum Gregorii) und Montecassino, Archivio dell’Abbazia, 71 (deren textkritischen Wert Ewald besonders hoch ansetzte).

### Andere Überlieferungen und Rezeption
Gregors Briefe wurden auch in andere Werke inseriert. Johannes Diaconus überliefert in seiner Vita Gregorii mehrere Briefe, die er R entnommen hatte. Beda Venerabilis hingegen verwendete die ihm zugänglichen Ausfertigungen von Gregors Briefen; er überliefert auch Extravaganten.
Noch breiter als die Überlieferung der Sammlungen ganzer Briefe ist die von kürzeren (teils sehr kurzen) Auszügen in Kanones-Sammlungen. Im großen Stil wurden Auszüge aus Gregors Briefen vergleichsweise spät aufgenommen, erstmals vom Kompilator der Collectio Anselmo dedicata am Ende des 9. Jahrhunderts. Im Laufe des 11. Jahrhunderts wurden diese und andere Auszüge dann rasch in sehr viele Sammlungen aufgenommen. Vor allem Sammlungen aus dem monastischen Bereich nahmen im Hochmittelalter viele (echte wie falsche) Gregor-Fragmente auf. Die Gregor-Stellen wurden dabei entweder als eigener Abschnitt zusammengestellt (so in der Collectio Tripartita) oder entsprechend den jeweiligen Rechtsmaterien auf die gesamte Sammlung verteilt (etwa im Decretum Gratiani). Bernhard von Pavia war um 1187 der letzte Kompilator, der zahlreiche Gregor-Stellen in seine Sammlung (das Breviarium extravagantium) aufnahm, aber über das Decretum Gratiani blieben die Briefe Gregors bis in die Neuzeit als Rechtsquelle des Corpus Iuris Canonici präsent.
Ein weiteres Indiz für die hohe Autorität der Briefe Gregors als Rechtsquelle sind auch die zahlreichen Fälschungen, die ebenfalls in vielen Kanones-Sammlungen zu finden sind. Für die Gregor zugeschriebenen Fälschungen zugunsten des Mönchsstandes ist auch die Überlieferung in Chartularen typisch.

## Gedruckte Ausgaben
Bis ins 19. Jahrhundert wurden 27 gedruckte Ausgaben des Registrum Gregorii veröffentlicht. Die editio princeps erschien vor 1477 bei Günther Zainer in Augsburg (Gesamtkatalog der Wiegendrucke, Nr. 11439). Besondere Bedeutung hatte die 1705 veröffentlichte Ausgabe der Mauriner, die 1851 in Band 76 der Reihe Patrologia latina nachgedruckt wurde. Die erste kritische Ausgabe erarbeitete Paul Ewald kurz vor seinem Tod; Ludo Hartmann vollendete die Arbeit und brachte die Edition bei den Monumenta Germaniae Historica (MGH) zum Druck. Diese Edition hat sich in der Forschungspraxis sehr bewährt, wenngleich sie mehr die Bedürfnisse der Geschichtswissenschaft erfüllte als alle Anforderungen der Philologie. Ewald hatte nur etwa 20 Handschriften autoptisch prüfen können. Dag Norberg bereitete daher seit den 1930er Jahren eine Neuedition vor; 1982 erschien sie als Band 140 der Reihe Corpus christianorum im Druck. Norbergs Edition gilt als die bessere Ausgabe, die MGH-Edition wird allerdings weiterhin häufig verwendet, unter anderem weil Ewalds historische und kirchenrechtliche Kommentare für die Forschung wertvoll sind.

## Zitation
Briefe des Registrum Gregorii werden in der internationalen Forschung unabhängig von der verwendeten Edition traditionell mit „Reg.“, gefolgt von der Bandzahl in römischen und der Nummer des Briefes innerhalb des Bandes in arabischen Ziffern zitiert. Zusätzlich wird oft die Nummer des jeweiligen Eintrags in Jaffés Regestenwerk angegeben. Der erste Brief im ersten Buch des Registrum an den Diakon Petrus wird dementsprechend als „Reg. I, 1 (= JE 1067)“ oder ähnlich zitiert.

## Editionen
- Registrum epistolarum, hrsg. von Paul Ewald und Ludo M. Hartmann (= MGH Epistolae Band 1–2). Berlin 1887/89. (Digitalisat Band 1, Band 2)
- Registrum epistularum, hrsg. von Dag Norberg (= CCSL Band 140). Turnhout 1982.